# Барлавенту (острови)
Острови Барлавенту (порт. Ilhas de Barlavento, дос. «Навітряні острови») — північна група архіпелагу Кабо-Верде.

## Опис

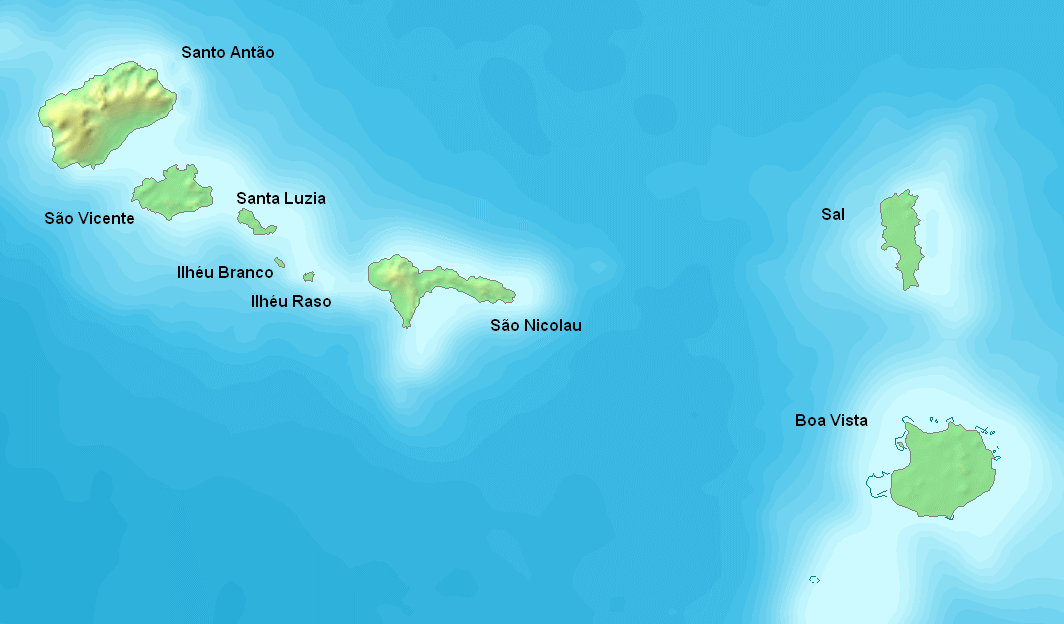
Острови Барлавенто

Острови Барлавенту складаються з двох підгруп:
- на заході: Санту-Антан, Сан-Вісенте, Сан-Ніколау, Санта-Лусія та острівці Бранку і Расу є вулканічними і місцями скелястими, на яких цілком можливо підтримувати напівпосушливе сільське господарство.
- на сході: Сал і Боа-Вішта — це пустельні острови з невеличкими пагорбами, економіка яких базується на видобутку солі та покладається на рибальство та туризм, що мають багато спільного з островом Маю з південної групи Сотавенто.

Загальна площа островів становить 2239 км2.
Розміщені від -22°67′ до -25°36′ довготи (у напрямок на захід від нульового меридіана), група розміщується на шляху пасатних вітрів, зокрема на факультативному південному повороті або галсі, який європейські моряки називають ключовою точкою Вольта-ду-Мар. Острови розташовані в -17°31′ на захід від Зеленого мису (Кап-Верт), який, своєю чергою, є найзахіднішою точкою Африки, розміщеній на околиці Дакара (столиці Сенегалу).